# Högholmsströmmen
Högholmsströmmen är ett sund i Finland. Det ligger i Ekenäs i landskapet Nyland, i den södra delen av landet, 90 km väster om huvudstaden Helsingfors.
Högholmsströmmen binder samman Stadsfjärden i nordväst med Båssafjärden i sydöst.